# Скелелаз (фільм)
«Скелелаз» (англ. Cliffhanger) — американський бойовик режисера Ренні Гарліна, за участю Сільвестра Сталлоне та Джона Літгоу у головних ролях. Сталлоне грає альпініста, який стає втягнутим у невдале пограбування літака Казначейства США, що летить над Скелястими горами.
Фільм був номінований як Найгірша Стрічка на Нагороду Золота Малина 1993 року та визнаний товариством альпіністів нереалістичним у багатьох аспектах. Попри це, після виходу, фільм став хітом для свого часу, зібравши у світовому прокаті більше 250 млн доларів.
Скелелаз також потрапив до Книги рекордів Гінесса за найдорожчий повітряний трюк, що коли-небудь виконувався. Каскадеру Саймону Крейну заплатили 1 мільйон доларів за виконання сцени повітряної пересадки, де він переходив між двома літаками на висоті 4,572 метри (15,000 футів).

## Сюжет
Гейб Вокер (зіграний Сільвестром Сталлоне), альпініст, втрачає впевненість у собі після провалу рятувальної експедиції, в результаті якої загинула дівчина його друга. Потім колишня дівчина Гейба викликає його для виконання останньої рятувальної експедиції. Альпініст переборює своїх внутрішніх демонів задля допомоги колишньому другові з експедицією.
Під час рятувальної операції, обидва альпініста стають заручниками жорстоких грабіжників, очолюваних Еріком Кволеном (Джон Літгоу), що вкрали (але згодом втратили) 100 мільйонів доларів, які належать Казначейству США. Грабіжники в повітрі виконують передачу грошей від літака до літака, але, під час передачі, між ними виникає суперечка і, в результаті стрілянини, вони втрачають гроші і розбивають літаки. Валізи з грошима мають сигнальні маячки. Так як гроші були впущені над гористою місцевістю, альпіністи-рятувальники були взяті у заручники і примусово направлені на пошуки валіз.
Особливістю фільму є цікавий пристрій спорядження, так званий «буростріл», який вистрілює бури прямо у скелю, на відміну від звичайного свердління скелі та забивання бура, як це робиться при скелелазанні. Подібне ігнорування певних матеріальних властивостей скелі може призвести до того, що місце удару буросрілом роздробиться та розлетиться на дрібні шматочки. Буростріл звичайно цитують як одну з найсерйозніших технічних неточностей фільму.

## У ролях
| Актор                 | Роль           |
| --------------------- | -------------- |
| Сільвестер Сталлоне   | Гейб Вокер     |
| Джон Літгоу           | Кволен         |
| Майкл Рукер           | Гел Такер      |
| Джанін Тернер         | Джессі Дейган  |
| Рекс Лінн             | Річард Треверс |
| Керолайн Гудолл       | Крістел        |
| Леон Робінсон         | Кінетт         |
| Крейг Фейрбрасс       | Дельмар        |
| Грегорі Скотт Каммінс | Раян           |
| Деніс Форест          | Гелдон         |
| Мішель Джойнер        | Сара           |

| Актор           | Роль             |
| --------------- | ---------------- |
| Макс Перліх     | Еван             |
| Пол Вінфілд     | Волтер Райт      |
| Ральф Вейт      | Френк            |
| Трей Браунелл   | Бретт            |
| Зек Греньє      | Девіс            |
| Віто Руджініс   | Метісон          |
| Дон С. Девіс    | Стюарт           |
| Скотт Гоксбі    | агент Гейс       |
| Джон Фінн       | агент Майклс     |
| Брюс Макгілл    | агент            |
| Розмарі Дансмор | міністр фінансів |